# غودفري أوبوابونا
غودفري أوبوابونا (Godfrey Oboabona) (و.16 أغسطس 1990)، هو لاعب كرة قدم نيجيري في مركز مدافع .

## روابط خارجية
- غودفري أوبوابونا على موقع الاتحاد الدولي (مؤرشف)  (الإنجليزية)
- غودفري أوبوابونا على موقع اتحاد تركيا (لاعب) (الإنجليزية)
- غودفري أوبوابونا على موقع إي إس بي إن إف سي (الإنجليزية)
- غودفري أوبوابونا على موقع قاعدة بيانات كرة القدم.إي يو (الإنجليزية)
- غودفري أوبوابونا على موقع ناشيونال فوتبول تيمز (الإنجليزية)
- غودفري أوبوابونا على موقع Soccerway.com (الإنجليزية)
- غودفري أوبوابونا على موقع عالم كرة القدم.نت (الإنجليزية)
- غودفري أوبوابونا على موقع AS.com (الإسبانية)